# Ferrocarril Trasandino Sur
El Ferrocarril Trasandino Sur es un proyecto de línea ferroviaria que uniría la región del Bíobío, en Chile, con Neuquén y Bahía Blanca, con una longitud propuesta de 1245 km de los cuales 741 los utiliza el Ramal ferroviario Bahía Blanca-Neuquén-Zapala, enlazando los puertos de Ingeniero White, Talcahuano y San Antonio Oeste a través de un paso cordillerano; sigue siendo un proyecto no terminado de ambos países. Este proyecto fue comenzado con el Ferrocarril del Sud de capitales ingleses.

## Historia

### Tramo construido en Argentina
Durante la década de 1890, la compañía Ferrocarril del Sud, extendía el ramal del ferrocarril desde Bahía Blanca a Cipolletti. El 1 de octubre de 1897 se extendía hasta la Río Colorado, para el 1 de julio de 1898 avanzaba hasta Choele Choel, y el 1 de junio de 1899 se inauguraba el ramal hasta Cipolletti.
En 1901 se construye el puente ferroviario, comunicando la margen este y oeste del río Neuquén; fue construido con materiales traídos de canteras de la Provincia de Buenos Aires y se utilizó aire comprimido para los pilares y cimientos lo que lo convirtieron una de las obras de ingeniería más importantes en la región.En 1902 la máquina de vapor 205 cruzó hasta Confluencia (actual ciudad de Neuquén), que era en la época un caserío y solo se podía cruzar en balsa y en 1913 llegó a Zapala. Luego, A partir de los 1930, se empezó a expedir directamente la producción frutícola y Agicola de la zona, hacia Buenos Aires. Luego en 1948 el presidente Juan Domingo Perón nacianalizaria las empresas de Ferrocarril de capitales Británicos, creándose así la Empresa  ENT-Empresa Nacional de Transporte, que luego se llamaria Ferrocarriles Argentinos.

### Proyecto
En 1985, el Congreso argentino sancionó la Ley 23.253, que establece la construcción de un ramal ferroviario entre Zapala y el límite con Chile, continuando con el trazado proveniente de Bahía Blanca. Este proyecto, conocido como Ferrocarril Transandino del Sur, permitiría conectar con los ferrocarriles chilenos en la comuna de Victoria, uniendo los puertos de Bahía Blanca (Argentina) y Talcahuano (Chile). En la primavera de 1986, durante el gobierno de Raúl Alfonsín deja de circular el tren de cargas desde Barda del Medio a Cinco Saltos, que en los últimos 5 años estuvo a cargo de la Agencia de Neuquén. También, en junio de 1993, Dada la privatización ferroviaria, que agudizó la crisis de dicho sector, provocó que se cerraran más de 1 000 000 (un millón) de ramales, entre ellos el servicio «Estrella del Valle», que era un tren de pasajeros que hacia Constitución- Zapala.
En 2015, durante la presidencia de Cristina Fernández de Kirchner se crea el «Tren del Valle» que une Neuquén con Cipolletti y que en 2021 llega a Plottier sumado a la construcción de seis apeaderos intermedios entre Neuquén y Plottier. Se penso en externder el servicio al este dentro de la provincia de Río Negro, para llegar hasta Chichinales en el mediano plazo, pero nunca se concretó. Del lado neuquino, se prevé la extensión hasta la localidad de Senillosa.
Al pesar de los rumores neuquinos el Ferrocarril Transandino Sur no está en la mira del gobierno argentino. Actualmente en Neuquén el único ramal de pasajeros es el Tren del Valle.

## Imágenes

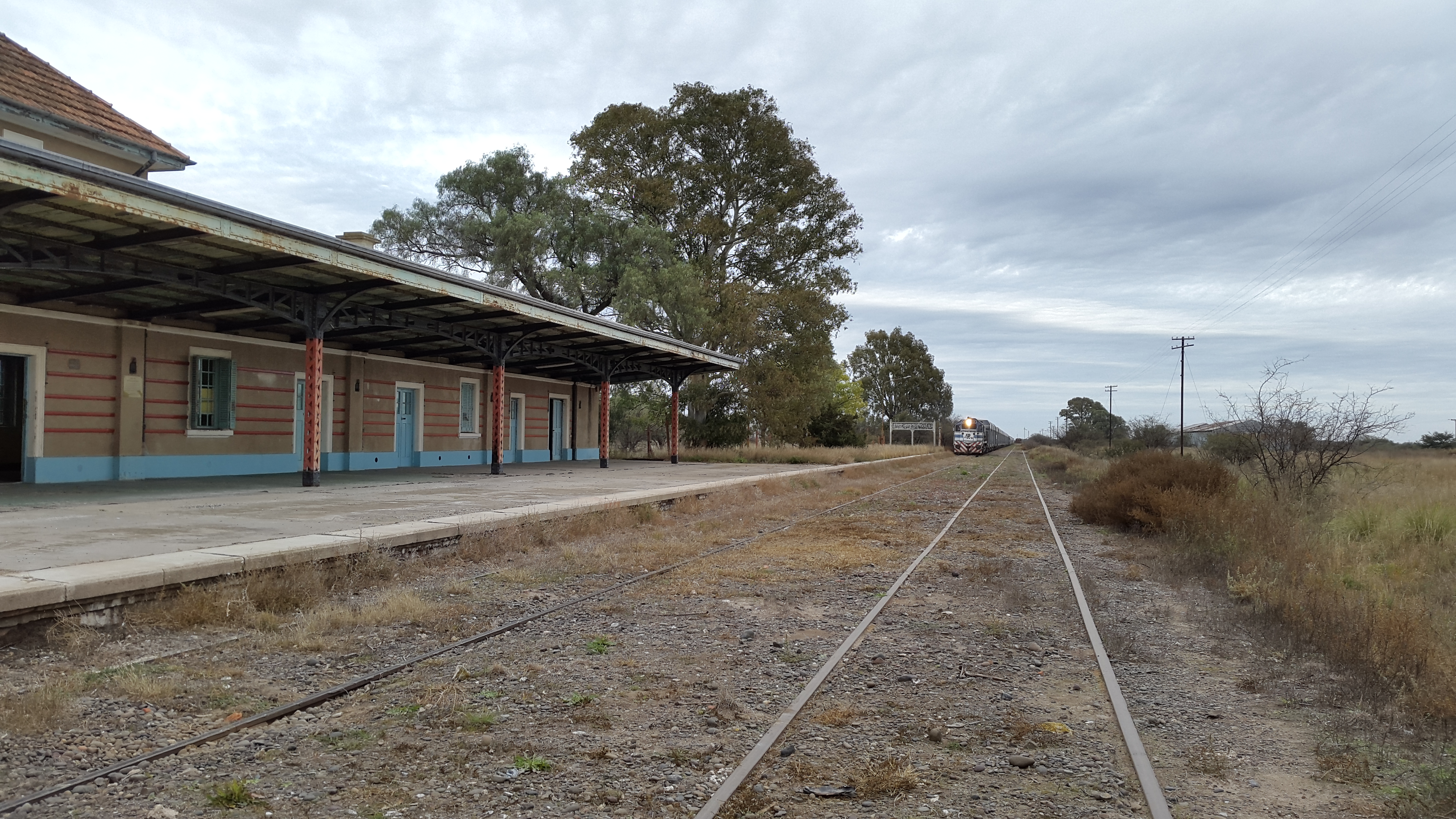
Andén de la estación y paso del tren.
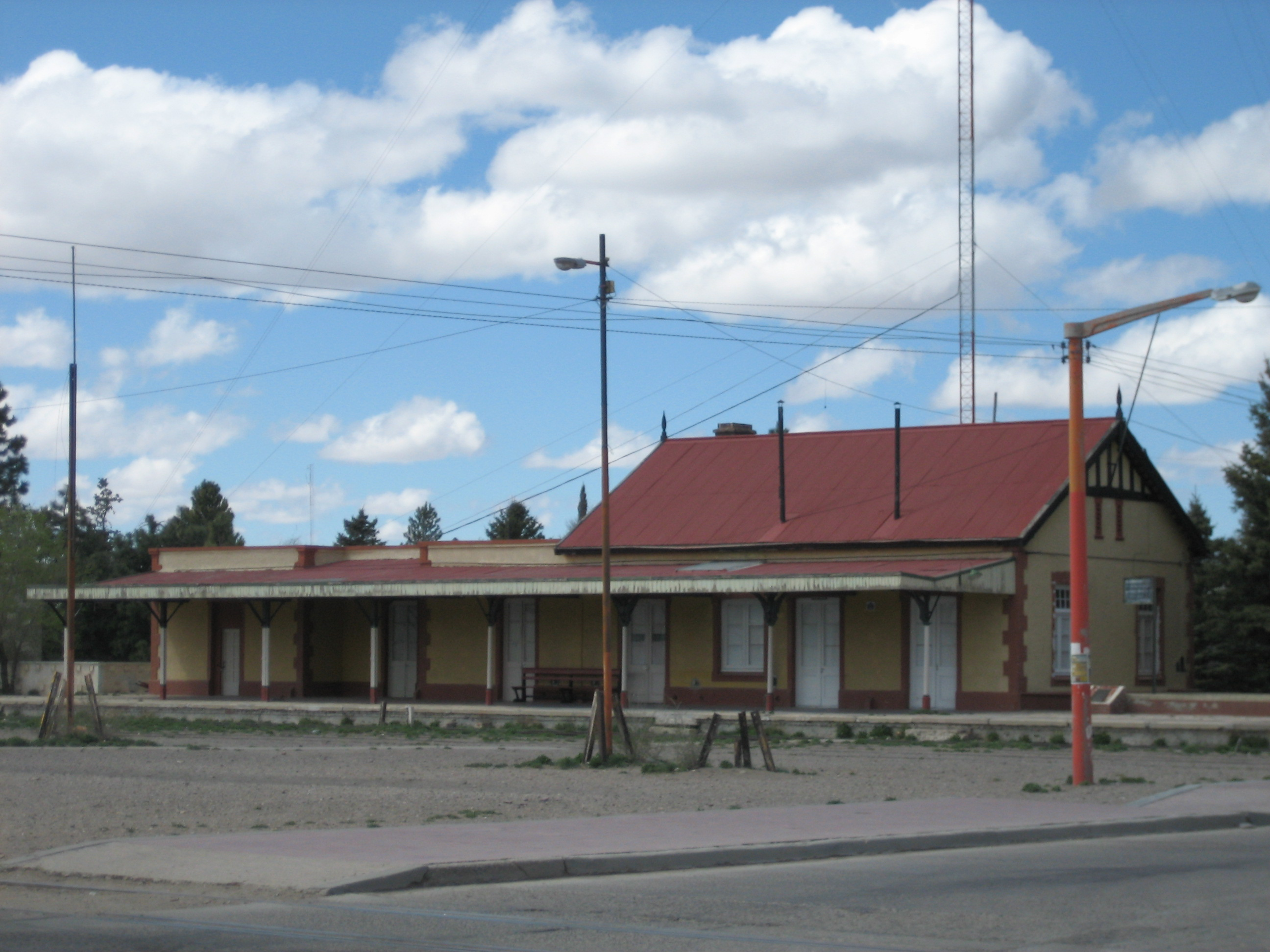
Estación Zapala
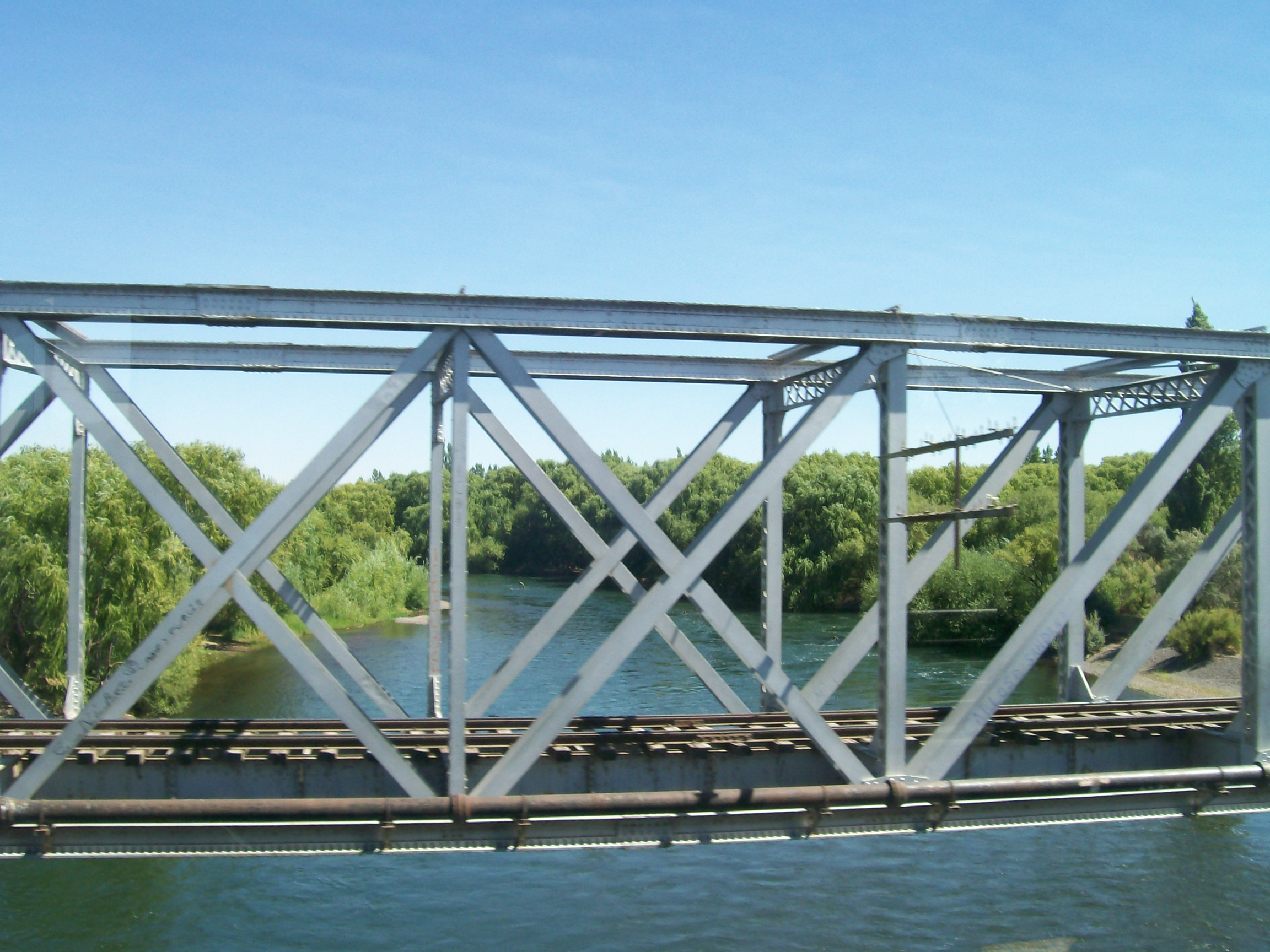
Vista del puente ferroviario que cruza el río Neuquén entre la ciudad de Neuquén y Cipolletti.
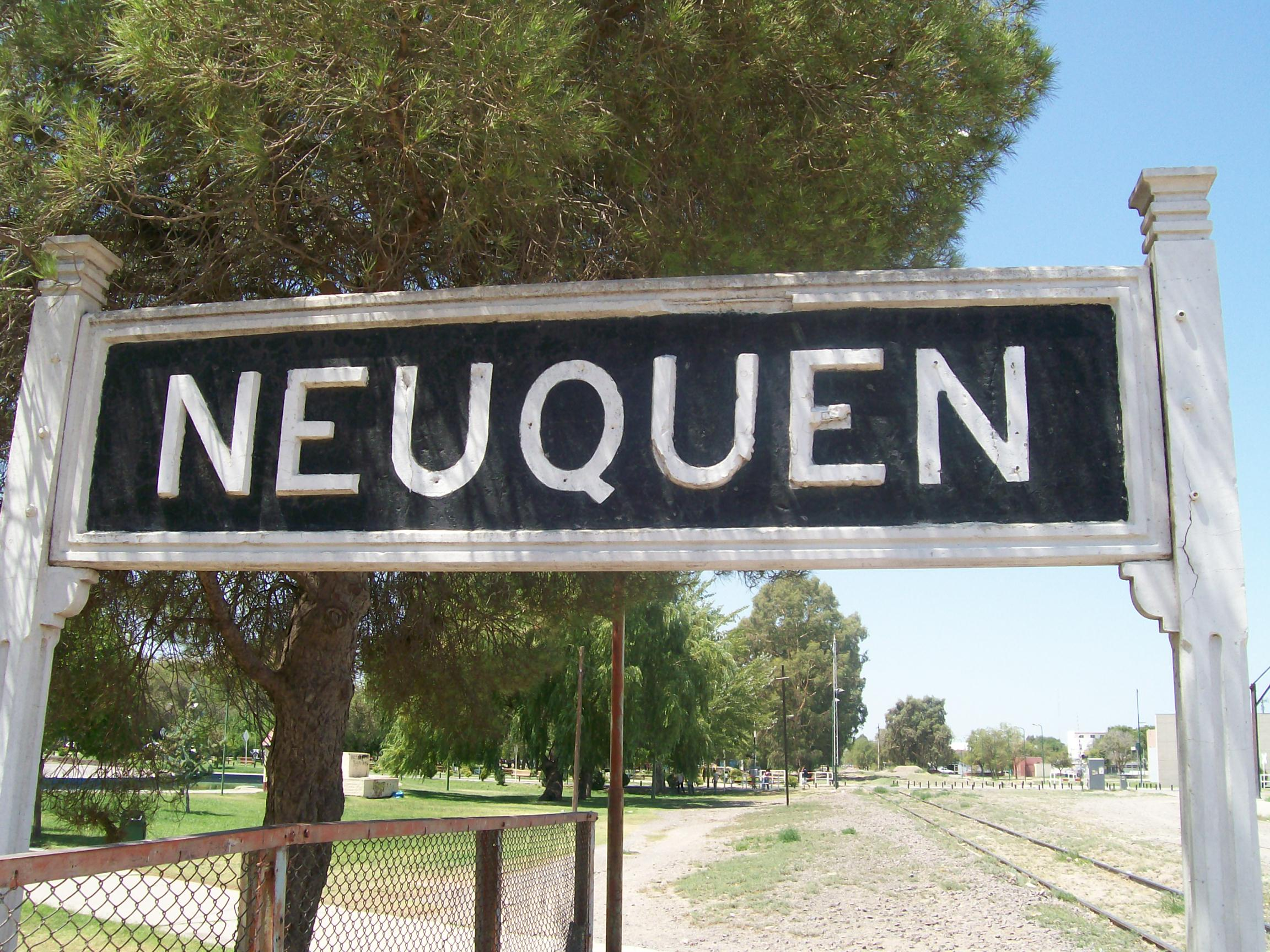
Estación Neuquén
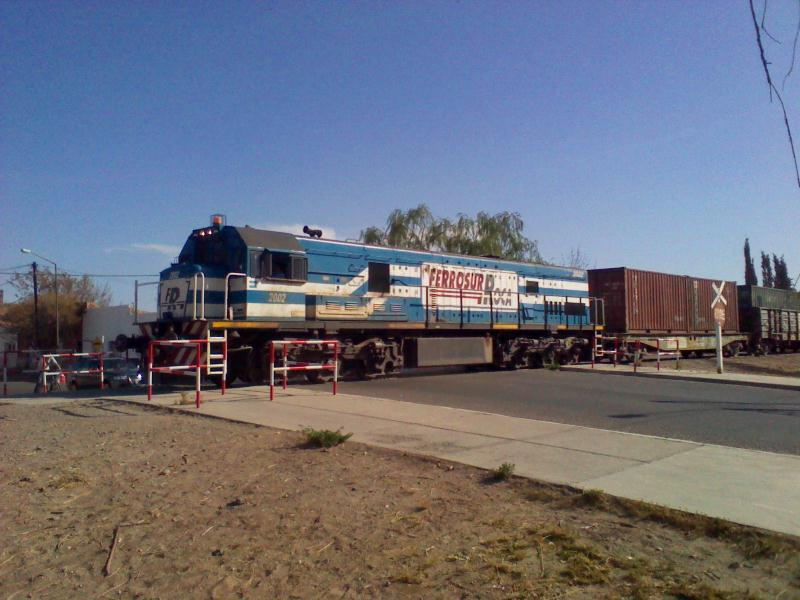
Ferrocarril Ferrosur Roca en su paso por la ciudad de Neuquén, Argentina.
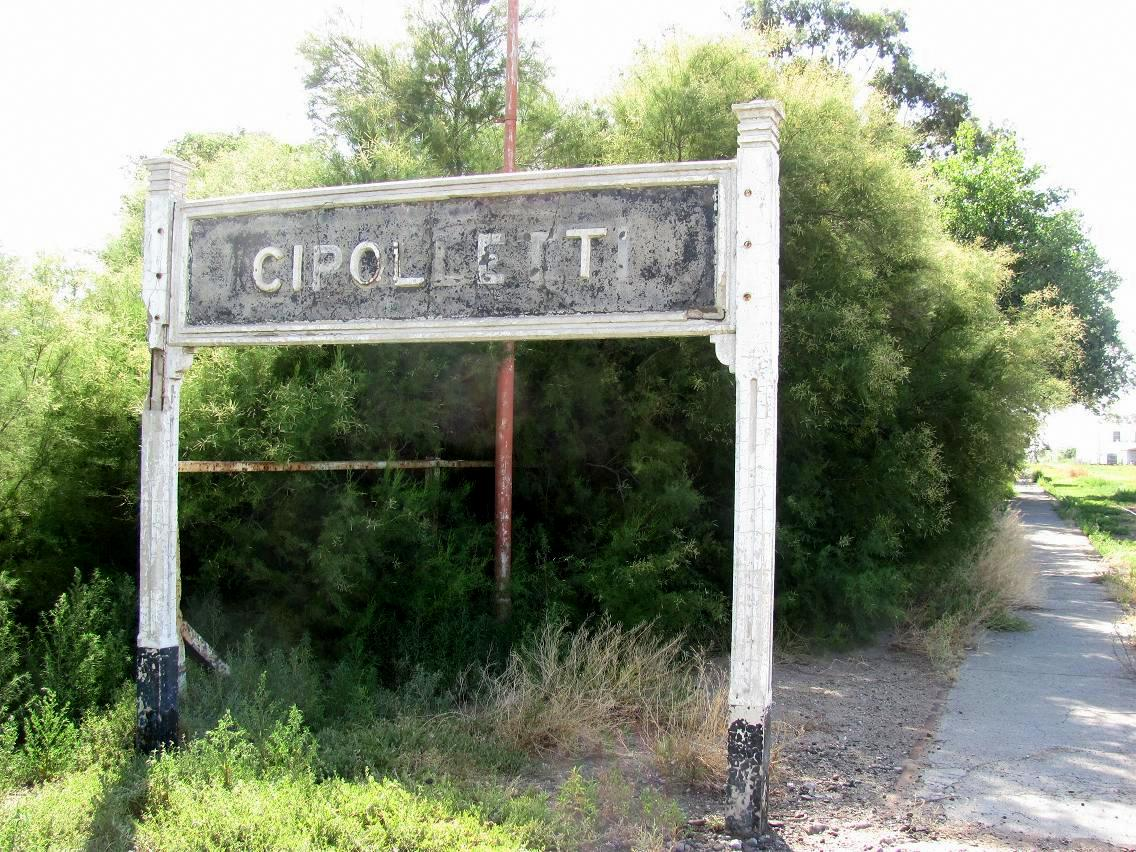
Estación Cipolletti